# Prix des abonnés
Le prix des abonnés est un prix littéraire québécois institué par le regroupement des bibliothèques publiques de la Mauricie-Centre-du-Québec. Il est décerné par les abonnés de ce réseau de bibliothèques à partir d'une liste de huit finalistes. Les critères pour faire partie des finalistes sont :
- L'œuvre est un ouvrage de fiction;
- L'auteur est résident ou natif de la région de la Mauricie ou du Centre-du-Québec;
- L'œuvre a été publiée chez un éditeur professionnel durant l'année précédente;
- L'auteur a déjà publié au moins une autre œuvre chez un éditeur professionnel;

De plus, les livres choisis pour le vote populaire devraient faire partie de la liste des meilleurs vendeurs d’au moins trois librairies des régions mentionnées.

## Historique
Le prix a été institué en 1998 sous le nom de prix littéraire des professionnels de la documentation et avec une méthode d'attribution différente. Il avait pour but de susciter l’intérêt du personnel des bibliothèques pour des œuvres d’auteurs des régions de la Mauricie et du Centre-du-Québec. 
Il a pris son nom et son format actuels en 2005.

## Lauréats
- 1998 - Pauline Gill – La cordonnière
- 1999 - André Croteau – Les bourgeons de l’espoir
- 2000 - Louis Caron - L'outarde et la palombe
- 2001 - Réjean Bonenfant - Les vendredis amoureux
- 2002 - Romain Saint-Cyr - L'impératrice d'Irlande
- 2003 - Louise Lacoursière - Anne Stillman : de New York à Grande-Anse
- 2004 - René Dessureault - Ceux de la rivière
- 2005 - Louise Lacoursière - Les carnets de Cora[1]
- 2006
- 2007
- 2008 - Michel David - À l'ombre du clocher. Les années folles.